# Upton House
Upton House is een landhuis en museum in het Engelse county Warwickshire, niet ver van Banbury, Oxfordshire, bekend vanwege zijn kunstverzameling en siertuin. Het dateert uit de 17e eeuw en is in beheer van het National Trust for Places of Historic Interest or Natural Beauty.
Upton is een lang laagbouwhuis dat gebouwd is met het lokaal gebruikelijke gele zandsteen. het is van relatief bescheiden architectonische waarde, echter is voornamelijk door de National Trust aangeschaft vanwege de kunstcollecties die bij in de koop waren meegenomen. De collectie is verzameld door Walter Samuel, 2e Viscount Bearstead, die zijn fortuin erfde van zijn vader Marcus Samuel, de oprichter van Shell Transport & Trading. Hij verwierf Upton in 1927 en schonk het in 1948 aan de National Trust.
De collectie bevat Engelse kunstenaars en van het Europese vasteland, zoals George Stubbs, Jan Steen, Melchior de Hondecoeter, William Hogarth, Thomas Gainsborough, El Greco, Joshua Reynolds, George Romney, Tintoretto, Rogier van der Weyden, Pieter Saenredam en Pieter Bruegel de Oude.
Er is ook een collectie van Engels porselein, waaronder Chelsea, Derby, Bow en Worcester, en Frans Sèvres-porselein. Verder is er in het huis een art-deco-badkamer en een collectie van vroege Shell reclameposters aanwezig.
Een andere bezienswaardigheid van Upton is de tuin. Een gazon daalt langzaam af vanaf het huis en onderaan is er een watertuin met terras in een klein dal die vanaf het huis niet gezien kan worden. Verder is er de nationale collectie van asters aanwezig.